# RS-17
RS-17（ロシア語: РС-17、ラジオ・スプートニク17号）とは、1997年にロシアの宇宙ステーション・ミールから放出されたアマチュア無線衛星である。スプートニク1号の打ち上げから40周年を記念し、ロシア・フランスの学生らによって製作された。別名としてスプートニク40、スプートク・ジュニア、PS-2がある。

## 設計
RS-17は1957年10月4日に打ち上げられたスプートニク1号を模した衛星で、球形の本体から4本のアンテナが突き出した構造をしていた。サイズはオリジナルの3分の1、質量は60分の1と小型だったが、リチウム電池によって電力の供給を行い、145.820MHzの周波数で40日間ほどビーコン信号の送信を行えるように設計された。製作は学生による国際協力の形で行われ、衛星の本体をロシア側が、内部の送信機をフランス側が担当した。

## 軌道投入
衛星は1997年10月5日に打ち上げられたプログレス補給船に積荷として搭載された。プログレスは10月8日に宇宙ステーション・ミールとドッキングし、RS-17も他の積荷と一緒にミールに運び込まれた。衛星の放出はそれからおよそ1ヵ月後の11月4日、宇宙飛行士の手でエアロックを通して行われた。RS-17はミールの進行方向と逆向きに押し出され、相対的な高度を下げながら宇宙ステーションから離れていった。
衛星の送信するビーコン信号は、オーストラリア・アメリカ・イギリス・ロシア・フランスを初めとする世界中のアマチュア無線家によって観測された。信号のピッチは衛星の温度を反映するように設計されており、これを利用して衛星内部の温度が-50℃から50℃の範囲に及んでいたことが明らかにされた。RS-17の信号は電池の消費に伴って次第に弱まり、12月29日を最後に地上から観測されなくなった。衛星は40日間活動できるように設計されていたが、それを上回る55日間に渡って無線送信を行った。